# KOKO
Pour les articles homonymes, voir Koko.
Le KOKO est une discothèque dans un ancien théâtre de Camden Town, Londres, en bas de Camden High Street près de la station de métro Mornington Crescent. Jusqu'en 2004, il se nommait Camden Palace. Le bâtiment est considéré comme ayant une certaine importance architecturale et est classé monument historique.

## Histoire
Le Camden Theatre ouvre lors du Boxing Day de 1900. Avec une capacité de 2 434 personnes, il est l'un des plus grands théâtres de Londres en dehors de West End. Le bâtiment est conçu par l'architecte W.G.R. Sprague avec une façade extérieure symétrique en pierre dans un style classique avec quatre piliers de pierre disposés entre les fenêtres. Le bâtiment est dominé par un grand dôme de cuivre, qui était initialement surmonté d'une statue et d'une ouverture pour une lanterne. Il y avait aussi huit statues de figures classiques montées sur les frontons en coin. Décoré dans un style baroque avec des femmes nues servant de support aux balcons et aux colonnes, l'avant-scène en marbre rectangulaire est surmontée par des reliefs en plâtre avec des femmes nues allongées. Le plafond contient un dôme peu profond.
Le théâtre est ouvert par Ellen Terry, l'actrice la plus célèbre en Angleterre, qui a vécu à Stanhope Street lorsqu'elle était enfant.
Le 6 décembre 1909, le théâtre rouvre en tant que théâtre de variétés et devient le « Camden Hippodrome Theatre ». En 1911, des films y sont présentés dans le cadre du programme et en janvier 1913, il devient un cinéma connu sous le nom de « Camden Hippodrome Picture Theatre », exploité par Biocolour Picture Theatres Ltd. À partir de janvier 1928, il est géré par Gaumont British.
Fermé durant la Seconde Guerre mondiale, il survit aux bombardements, tout comme l'autre théâtre de Camden Town, le Bedford Theatre, qui ensuite un théâtre de la BBC Radio à partir de 1945. The Goon Show et le Monty Python's Flying Circus y sont enregistrés jusqu'à ce que la BBC ne déménage au Golders Green Hippodrome en 1972. Le Camden Studio est également le seul studio assez grand pour l'ensemble de la BBC Radio Orchestra, mais celui-ci part finalement aux Maida Vale Studios, nouvelle maison de la BBC.
Il devient alors une salle de concert appelée « The Music Machine ». De nombreux groupes de punk y jouent dans les années 1970. Le lieu est également le lieu principal du film de 1979 The Music Machine. Beaucoup de groupes des nouvelle et première vagues punk y sont passés. On peut citer notamment The Boomtown Rats, The Clash et The Dickies. C'est le dernier endroit où Bon Scott d'AC/DC fut aperçu en train de boire avant sa mort. En 1981, Hazel O'Connor y est filmé sur scène pour le film Breaking Glass.
En 1982, le lieu est rebaptisé « Camden Palace », après avoir été calqué sur le Studio 54 de New York. Au cours de cette période, il accueille la nuit de rock Feet First un mardi soir et la nuit transe-electro Peach un vendredi soir. Les nuits sont produites par Steve Strange et Rusty Egan du groupe Visage.
Les propriétaires, Camden Palace Group Plc, vendent le bâtiment en 1987 à European Leisure Plc. En 2004, à la suite de son rachat par Mint Group, il est réaménagé et renommé une nouvelle fois en tant que « KOKO », avec une capacité de 1 410 personnes. Les modifications faites sur le Camden Palace sont retirées. Il est repeint dans un rouge foncé et équipé d'une nouvelle sonorisation.

## Artistes s'y étant produits
- The Rolling Stones (1964)[3]
- Sex Pistols[3]
- Iron Maiden[3]
- The Clash (1978)[3]
- Madonna (1983/2005)[3]
- Coldplay (2005)[3]
- Queens of the Stone Age (2005)[3]
- Bloc Party (18 décembre 2005)[4]
- Helloween (13 février 2006)[5]
- Biffy Clyro (20 février 2006)[6]
- The Wedding Present (8 juin 2006)[7]
- Paul Weller (13 juin 2006)[8]
- Klaxons (13 octobre 2006)[9]
- Amy Winehouse (14 novembre 2006)[10]
- Scissor Sisters (18 février 2007)[11]
- Mika (22 février 2007)[12]
- My Chemical Romance (2 avril 2007)[13]
- Macy Gray (3 avril 2007)[14]
- Paradise Lost (12 avril 2007)[15]
- Hanson (22 avril 2007)[16]
- Prince (10 mai 2007)[17]
- Shellac (17 mai 2007)[18]
- Blonde Redhead (30 mai 2007)[19]
- Hadouken! (8 juin 2007[20]/18 février[21] et 3 juillet 2008[22]/1er janvier[23] et 31 mars 2010)[24]
- James Blunt (5 septembre 2007[25]/12 juillet 2008)[26]
- Dizzee Rascal(14 juin 2007)[27]
- The Chemical Brothers (25 octobre 2007)[28]
- Scouting for Girls (4 décembre 2007)[29]
- The Subways (11 juin 2008[30]/4 octobre 2011)[31]
- Bombay Bicycle Club (22 août 2008)[32]
- Siouxsie Sioux (29 septembre 2008)[33]
- Friendly Fires (12 décembre 2008)[34]
- Lily Allen (28 janvier 2009)[35]
- The View (10 février 2009)[36]
- Katy Perry (26 février 2009)[37]
- The Fall  (1er avril 2009[38]/1er juin 2011)[39]
- La Roux (19 mai 2009)[40]
- Phoenix (1er juin 2009)[41]
- Babyshambles (17 février 2010)[42]
- The Sunshine Underground (18 février 2010)[43]
- New York Dolls (19 avril 2010)[44]
- Devendra Banhart (4 juillet 2010)[45]
- Good Charlotte (27 juillet 2010)[46]
- Diana Vickers (12 novembre 2010)[47]
- Vanessa Paradis (2 février 2011)[48]
- Bruno Mars (14 mars 2011)[49]
- Red Hot Chili Peppers (2 septembre 2011)[50]
- The Violet May (29 juillet 2011)[51]
- Kasabian (8 septembre 2011)[52]
- dEUS (11 octobre 2011)[53]
- Sabaton (16 décembre 2011)[54]
- Fink (17 février 2012)[55]
- Fear Factory (18 décembre 2012)[56]

- Corey Taylor

## Enregistrements
- Les Rolling Stones y enregistrent leur album Camden Theatre 1964[3].
- Le clip de Because I Want You du groupe Placebo y a été filmé.
- Live in London de Testament y est filmé et enregistré le 8 mai 2005.
- L'émission The Album Chart Show de Channel 4 y est enregistrée.
- Siouxsie Sioux y a enregistré son dvd live en 2008 Finale - The Last Mantaray and More Show
- En 2010, Jameela Jamil y présente, également sur Channel 4, Koko Pop, dont la 4e saison est enregistrée en 2013[57].
- En 2014, le groupe Uriah Heep y enregistrent leur album Live At Koko, London 2014[58].